# Chamaecrista juruenensis
Chamaecrista juruenensis är en ärtväxtart som först beskrevs av Frederico Carlos Hoehne, och fick sitt nu gällande namn av Howard Samuel Irwin och Rupert Charles Barneby. Chamaecrista juruenensis ingår i släktet Chamaecrista och familjen ärtväxter. Inga underarter finns listade i Catalogue of Life.